# Фейстель, Хорст
Хорст Фейстель (англ. Horst Feistel, 30 января 1915 — 14 ноября 1990) — учёный-криптограф, который работал над разработкой алгоритмов шифрования в компании IBM, один из основателей современной криптографии как науки, внёс большой вклад в изучение симметричных криптоалгоритмов, заложил основы создания алгоритма шифрования DES.

## Биография
Гинденбург Эрнст Рихард Хорст Фейстель родился 30 января 1915 года в Берлине, Германия, в семье Рихарда и Хелены Фройденрайх Фейстель. В раннем возрасте Фейстель покинул Германию и переехал к своей тёте в Цюрих, Швейцария.
В 1933 году Адольф Гитлер объявил о своём намерении перевооружить Германию в явное нарушение Версальского договора. Также через 2 года он дополнительно вводит всеобщую воинскую службу. Гертруда, тётка по материнской линии Хорста Фейстеля, жила в Цюрихе, выйдя замуж за Франца Мейера, который был гражданином Швейцарии. Дядя Хорста, возможно, узнал о намерении Гитлера и, заботясь о будущем племянника, советовал, чтобы Хорст оставил Германию. Фейстель уехал 23 марта 1934 года на судне из Бремена, Германия, которое прибыло в США шесть дней спустя.
В 1941 году, когда Хорст хотел получить гражданство Соединённых Штатов Америки, страна вступила во Вторую мировую войну, и Фейстель, как уроженец Германии, расценивался как возможный шпион, поэтому был помещён под домашний арест до 1944 года. Чтобы не провоцировать властей, он никому не говорил о своём интересе к криптографии до окончания войны. Позже перешёл на работу в Военно-воздушные силы США (ВВС США).
Хорст поступил в Массачусетский технологический институт и, будучи студентом, проводил исследования, которые вскоре оказались успешными. Фейстель был удостоен учёной степени бакалавра по физике в Массачусетском технологическом институте в 1937 году. Его исследования в физике также продолжались, и он получил степень магистра по физике в Гарвардском университете в 1942 году.
В 1945 году женился на Леоне Фейстель. У них родилась дочь Пегги. В 1970-х годах работал в IBM и добился больших успехов в криптографии. Жил в Маунт-Киско, Нью-Йорк. Хорст Фейстель скончался 14 ноября 1990 года в штате Массачусетс.

## До прихода в IBM
План Национального исследовательского комитета по вопросам обороны США, направленный к предстоящим военным действиям, был одобрен президентом Рузвельтом в июне 1940 года. Он был составлен Вэнииваром Бушем (научным советником президента), Карлом Комптоном (президентом Массачусетского технологического института), и Джеймсом Конантом (президентом Гарвардского университета). Комптон возглавил секцию Совета, которая контролировала и разрабатывала технологии для обнаружения самолётов и кораблей (в то время такие возможности отсутствовали).
Также Комптоном был сделан запрос на новую лабораторию в Массачусетский технологический институт (МТИ). В итоге, осенью 1940 года появилась Радиационная лаборатория МТИ. Название этой лаборатории выбрано не случайно и намерено вводит в заблуждение, создавая впечатление, что она работает в области ядерной физики. В радиационной лаборатории были все условия, которые способствовали развитию микроволновых радиолокационных технологий, поддерживающих военные потребности во время 1940—1945.
В то время как Соединённые Штаты Америки рассматривают вопрос о вступлении во Вторую мировую войну, военно-воздушная база Хэнском начала свое существование. В середине 1942 года Содружество Массачусетса арендовало аэропорт Бедфорд для использования военно-воздушными силами армии. Аэродром также служил в качестве полигона для исследований радиолокации, проводимых радиационной лабораторией МТИ и исследовательской радиолабораторией Гарвардского университета. Хэнском служил в качестве площадки для испытания новой радиолокационной установки, разработанной лабораторией излучения Массачусетского технологического института. Вторая мировая война создала важное военное значение для радиолокации.
Хорст в начале Второй мировой войны был под «домашним арестом» и мог свободно передвигаться только по территории Бостона, но 31 января 1944 года все ограничения были сняты. Он стал гражданином США, получил допуск и начал работать, став сотрудником в радиационной лаборатории.
Несмотря на то, что лаборатории военного времени Массачусетского технологического института и Гарвардского университета прекратили своё существование в 1945 году, военно-воздушные силы армии продолжали исследовать и создавать некоторые свои программы в радиолокации, радио и электронных исследованиях. Приглашались учёные и инженеры из лаборатории военного времени Массачусетского технологического института на Хэнском для создания Кембриджского исследовательского центра военно-воздушных сил США.
Фейстель собрал свою команду молодых математиков для работы над анализом новой системы распознавания «свой-чужой». Группа обнаружила слабые места в исходной структуре и нашла способы их исправления. Таким образом, лаборатория разработала опознавательную систему маяка «друг-враг», наиболее часто встречающееся название «идентификация-свой-чужой» (англ. Identification friend or foe). Группа обнаружила слабые места в исходной структуре и нашла способы их исправления. Однако Агентство национальной безопасности (АНБ) считало, что группа является угрозой для государства, тем самым оказывали всяческое давление на неё, поэтому при вмешательстве АНБ работа исследовательской группы Фейстеля была прекращена, а сама группа распалась. Таким образом, Хорст покинул AFCRC, став членом лаборатории Линкольна Массачусетского технологического института в 1958 году.
Хорст Фейстель является автором доклада 1958 года исследования лаборатории Линкольна по проблемам управления и проверки подлинности связи. В докладе говорится о проблемах подмены данных и нарушения связи; также использование шифрования и аутентификации зависит от избыточности, но только в контексте военных коммуникаций. Также указывается, что Фейстель был сосредоточен на аспекте безопасности проекта данные-связь.
Затем Хорст перешел в корпорацию MITRE в 1961 году. Несмотря на то, что лаборатории Линкольна Массачусетского технологического института было выгодно, чтобы Хорст работал в MITRE (лаборатория получала дополнительный доход), когда он пытался создать группу криптографов, опять же АНБ оказало давление, и все усилия Фейстеля не увенчались успехом, группа так и не появилась.

## Работа в IBM
После всех неудач, выдающийся математик Абрахам Адриан Альберт, друг Фейстеля, посоветовал ему пойти в IBM, так как там были заинтересованы в лучших учёных для инновационной работы.
В 1968 году Хорст начал работать в лаборатории Watson Laboratory в Йорктаун Хайтс. Там он работал над проблемами безопасности данных. Его исследования в IBM привели к созданию шифра Lucifer, на сегодняшний день он имеет название Alternative Encryption Technique. Lucifer, который использует 128-битный ключ, был предшественником стандарта шифрования данных DES.
По словам Фейстеля, если бы не Уотергейтский скандал, который потряс Вашингтон, по инициативе АНБ, вероятно, проект Lucifer был бы закрыт. Развитие первых практических блочных шифров сделало значительный вклад в современную криптографию на несколько лет. Однако, АНБ вновь вмешалось, и такой сильный шифр в свободном обращении вскоре исчез, поэтому к тому времени был выпущен DES, длина которого была сокращена до 56 бит, что составляет менее половины, что использовалось Люцифером.

## Вклад
- Фейстель был одним из первых неправительственных исследователей, которые изучали разработку и теорию блочных шифров[2].
- Создал один из методов построения блочных шифров[2].
- Участвовал в создании проекта Lucifer[16][17][3][2][18], первым предложил использовать SP-сети[19].
- На основе его исследований в области блочных шифров был создан алгоритм шифрования DES[2].

## Публикации
Есть несколько публикаций и патентов.
- Horst Feistel. A Survey of Problems in Authenticated Communication and Control // /. — MIT Lincoln Laboratory[англ.], 1958. — 20 мая. — С. 1—111.
- Horst Feistel. Cryptography and Computer Privacy // Scientific American. — 1973. — Vol. 228, № 05. — С. 15—23.
- Horst Feistel, W. A. Notz, J. Lynn Smith. Some cryptographic techniques for machine-to-machine data communications // IEEE Proceedings. — 1975. — № 63(11). — С. 1545—1554.

### Патенты
- US3798359A — Block cipher cryptographic system (1971, 1974)[19]
- US3798360A — Step code ciphering system (1971, 1974)[24]
- Защищённая система для проверки электронной подписи, 20 апреля 1982 года[25].
- Поточно-блочная криптографическая система, 16 февраля 1982 года[26].
- Управляемая ключом блочная криптографическая система при помощи многонаправленной матрицы сдвига, 25 марта 1980 года[27].
- англ. Variant key matrix cipher system, 25 марта 1980 года[28].
- англ. Variant key matrix cipher system, 1 июня 1982 года[29].